# Eugenius III. von Toledo
Eugenius III. von Toledo, Eugenius Toletanus, († 13. November 657 in Toledo) war ab 647 Erzbischof von Toledo. Er wird in der römisch-katholischen Kirche als Heiliger verehrt.
Manchmal wird er auch als Eugenius II. nummeriert. Sein Festtag ist der 13. November.
Eugenius, der Sohn eines Westgoten, wurde in Toledo erzogen. Einer Karriere dort entzog er sich durch Flucht nach Saragossa, um Mönch zu werden. Er war Diakon des Bischofs Braulio von Saragossa und dessen wichtigste Stütze, bevor er vom König Chindaswinth zum Bischof von Toledo ernannt wurde als Nachfolger von Eugenius II. von Toledo.
Er reformierte die lokale gotische Liturgie und veröffentlichte Gedichte. Sie erschienen 1619 in Paris im Druck (Herausgeber J. Sirmond).
Er gab auf Wunsch des Königs die Gedichte des Afrikaners Blossius Aemilius Dracontius neu heraus, wobei er auch deren Inhalt veränderte, da die Westgotenkönige katholisch geworden waren und ihnen der Arianer Dracontius nicht orthodox genug war.
In der Biographie über Eugenius III. von Toledo in De viris Illustribus von Ildefons von Toledo wird er als körperlich klein und gebrechlich, aber von hohem Intellekt beschrieben.
Prosa-Werke, einschließlich einer Abhandlung über die Dreieinigkeit, sind nicht erhalten.

## Ausgaben
- Friedrich Vollmer: Eugenius von Toledo, Carmina et epistulae, Monumenta Germaniae Historica, A. A. 14, Berlin 1905, S. 231–270
- P. F. Alberto (Hrsg.), Opera Omnia (Eugenius Toletanus), Corpus Christianorum Series Latina 114,  Brepolis 2005